# Kvalifikace na Mistrovství Evropy ve fotbale 2020 – skupina G
Skupina G kvalifikace na mistrovství Evropy ve fotbale 2020 byla jednou z 10 kvalifikačních skupin na tento šampionát. Přímý postup na závěrečný turnaj si zajistily první 2 týmy. Na rozdíl od předchozích evropských kvalifikací do baráže nepostoupily týmy na základě pořadí v kvalifikační skupině, ale podle konečného žebříčku v jednotlivých skupinách (ligách A–D) Ligy národů UEFA 2018/19.

## Výsledky
| Legenda                                                                         |
| ------------------------------------------------------------------------------- |
| Vítěz skupiny a druhý v pořadí postupující přímo na šampionát                   |
| Týmy postupující do baráže o účast na šampionátu                                |
| V křížové tabulce vpravo je domácí tým v levém sloupci, hostující v horní řadě. |

### Tabulka
| Tým               | Z  | V | R | P | VG | IG | +/- | B  |
| ----------------- | -- | - | - | - | -- | -- | --- | -- |
| Polsko            | 10 | 8 | 1 | 1 | 18 | 5  | +13 | 25 |
| Rakousko          | 10 | 6 | 1 | 3 | 19 | 9  | +10 | 19 |
| Severní Makedonie | 10 | 4 | 2 | 4 | 12 | 13 | -1  | 14 |
| Slovinsko         | 10 | 4 | 2 | 4 | 16 | 11 | +5  | 14 |
| Izrael            | 10 | 3 | 2 | 5 | 16 | 18 | -2  | 11 |
| Lotyšsko          | 10 | 1 | 0 | 9 | 3  | 28 | -25 | 3  |

|                   | Polsko | Rakousko | Severní Makedonie | Slovinsko | Izrael | Lotyšsko |
| ----------------- | ------ | -------- | ----------------- | --------- | ------ | -------- |
| Polsko            | —      | 0:0      | 2:0               | 3:2       | 4:0    | 2:0      |
| Rakousko          | 0:1    | —        | 2:1               | 1:0       | 3:1    | 6:0      |
| Severní Makedonie | 0:1    | 1:4      | —                 | 2:1       | 1:0    | 3:1      |
| Slovinsko         | 2:0    | 0:1      | 1:1               | —         | 3:2    | 1:0      |
| Izrael            | 1:2    | 4:2      | 1:1               | 1:1       | —      | 3:1      |
| Lotyšsko          | 0:3    | 1:0      | 0:2               | 0:5       | 0:3    | —        |

### Zápasy
| 21. března 2019 20:45 |        |            |                                                                                      |
| Rakousko              | 0 : 1  | Polsko     | Ernst-Happel-Stadion, Vídeň diváci: 40 400 rozhodčí: Anastasios Sidiropoulos (Řecko) |
|                       | Zpráva | Piątek 69' | Ernst-Happel-Stadion, Vídeň diváci: 40 400 rozhodčí: Anastasios Sidiropoulos (Řecko) |

| 21. března 2019 20:45        |        |             |                                                                         |
| Severní Makedonie            | 3 : 1  | Lotyšsko    | Philip II Arena, Skopje diváci: 7 043 rozhodčí: Halis Özkahya (Turecko) |
| Alioski 11' Elmas 29', 90+3' | Zpráva | Isajevs 87' | Philip II Arena, Skopje diváci: 7 043 rozhodčí: Halis Özkahya (Turecko) |

| 21. března 2019 20:45 |        |            |                                                                                |
| Izrael                | 1 : 1  | Slovinsko  | Sammy Ofer Stadium, Haifa diváci: 12 430 rozhodčí: Tiago Martins (Portugalsko) |
| Zahavi 55'            | Zpráva | Šporar 48' | Sammy Ofer Stadium, Haifa diváci: 12 430 rozhodčí: Tiago Martins (Portugalsko) |

| 24. března 2019 18:00           |        |                    |                                                                                 |
| Izrael                          | 4 : 2  | Rakousko           | Sammy Ofer Stadium, Haifa diváci: 16 180 rozhodčí: Yevhen Aranovskyi (Ukrajina) |
| Zahavi 34', 45', 55' Dabour 66' | Zpráva | Arnautović 8', 75' | Sammy Ofer Stadium, Haifa diváci: 16 180 rozhodčí: Yevhen Aranovskyi (Ukrajina) |

| 24. března 2019 20:45    |        |          |                                                                                |
| Polsko                   | 2 : 0  | Lotyšsko | Národní stadion, Varšava diváci: 51 112 rozhodčí: Aliyar Aghayev (Ázerbájdžán) |
| Lewandowski 76' Glik 84' | Zpráva |          | Národní stadion, Varšava diváci: 51 112 rozhodčí: Aliyar Aghayev (Ázerbájdžán) |

| 24. března 2019 20:45 |        |                   |                                                                                         |
| Slovinsko             | 1 : 1  | Severní Makedonie | Stožice Stadium, Ljubljana diváci: 9 872 rozhodčí: Xavier Estrada Fernández (Španělsko) |
| Zajc 34'              | Zpráva | Bardhi 47'        | Stožice Stadium, Ljubljana diváci: 9 872 rozhodčí: Xavier Estrada Fernández (Španělsko) |

| 7. června 2019 20:45 |        |           |                                                                              |
| Rakousko             | 1 : 0  | Slovinsko | Hypo-Arena, Klagenfurt diváci: 19 200 rozhodčí: Aleksei Kulbakov (Bělorusko) |
| Burgstaller 74'      | Zpráva |           | Hypo-Arena, Klagenfurt diváci: 19 200 rozhodčí: Aleksei Kulbakov (Bělorusko) |

| 7. června 2019 20:45 |        |            |                                                                                      |
| Severní Makedonie    | 0 : 1  | Polsko     | Národní aréna Toše Proeski, Skopje diváci: 22 000 rozhodčí: Gianluca Rocchi (Itálie) |
|                      | Zpráva | Piątek 47' | Národní aréna Toše Proeski, Skopje diváci: 22 000 rozhodčí: Gianluca Rocchi (Itálie) |

| 7. června 2019 20:45 |        |                      |                                                                     |
| Lotyšsko             | 0 : 3  | Izrael               | Daugava Stadium, Riga diváci: 5 508 rozhodčí: Sergei Ivanov (Rusko) |
|                      | Zpráva | Zahavi 10', 60', 81' | Daugava Stadium, Riga diváci: 5 508 rozhodčí: Sergei Ivanov (Rusko) |

| 10. června 2019 20:45 |        |                                                          |                                                                                   |
| Severní Makedonie     | 1 : 4  | Rakousko                                                 | Národní aréna Toše Proeski, Skopje diváci: 10 501 rozhodčí: Aleksei Eskov (Rusko) |
| Hinteregger 18' (vl.) | Zpráva | Lazaro 39' Arnautović 62' (pen.), 82' Bejtulai 86' (vl.) | Národní aréna Toše Proeski, Skopje diváci: 10 501 rozhodčí: Aleksei Eskov (Rusko) |

| 10. června 2019 20:45 |        |                                                  |                                                                         |
| Lotyšsko              | 0 : 5  | Slovinsko                                        | Daugavas stadions, Riga diváci: 4 011 rozhodčí: Kevin Clancy (Skostsko) |
|                       | Zpráva | Črnigoj 24', 27' Iličić 29' (pen.), 44' Zajc 47' | Daugavas stadions, Riga diváci: 4 011 rozhodčí: Kevin Clancy (Skostsko) |

| 10. června 2019 20:45                                      |        |        |                                                                            |
| Polsko                                                     | 4 : 0  | Izrael | Národní stadion, Varšava diváci: 57 229 rozhodčí: Tobias Stieler (Německo) |
| Piątek 35' Lewandowski 56' (pen.) Grosicki 59' Kądzior 84' | Zpráva |        | Národní stadion, Varšava diváci: 57 229 rozhodčí: Tobias Stieler (Německo) |

| 5. září 2019 20:45 |        |                   |                                                                             |
| Izrael             | 1 : 1  | Severní Makedonie | Turner Stadium, Beer Ševa diváci: 15 200 rozhodčí: Andreas Ekberg (Švédsko) |
| Zahavi 55'         | Zpráva | Ademi 64'         | Turner Stadium, Beer Ševa diváci: 15 200 rozhodčí: Andreas Ekberg (Švédsko) |

| 6. září 2019 20:45                                                                    |        |          |                                                                           |
| Rakousko                                                                              | 6 : 0  | Lotyšsko | Red Bull Arena, Salcburk diváci: 16 300 rozhodčí: Robert Hennessy (Irsko) |
| Arnautović 7', 53' (pen.) Sabitzer 13' Šteinbors 76' (vl.) Laimer 80' Gregoritsch 85' | Zpráva |          | Red Bull Arena, Salcburk diváci: 16 300 rozhodčí: Robert Hennessy (Irsko) |

| 6. září 2019 20:45    |        |        |                                                                            |
| Slovinsko             | 2 : 0  | Polsko | Stožice Stadium, Ljubljana diváci: 15 231 rozhodčí: Sergei Karasev (Rusko) |
| Struna 35' Šporar 65' | Zpráva |        | Stožice Stadium, Ljubljana diváci: 15 231 rozhodčí: Sergei Karasev (Rusko) |

| 9. září 2019 20:45 |        |                       |                                                                    |
| Lotyšsko           | 0 : 2  | Severní Makedonie     | Daugava Stadium, Riga diváci: 2 724 rozhodčí: Espen Eskås (Norsko) |
|                    | Zpráva | Pandev 14' Bardhi 17' | Daugava Stadium, Riga diváci: 2 724 rozhodčí: Espen Eskås (Norsko) |

| 9. září 2019 20:45 |        |          |                                                                            |
| Polsko             | 0 : 0  | Rakousko | Národní stadion, Varšava diváci: 56 788 rozhodčí: Viktor Kassai (Maďarsko) |
|                    | Zpráva |          | Národní stadion, Varšava diváci: 56 788 rozhodčí: Viktor Kassai (Maďarsko) |

| 9. září 2019 20:45         |        |                       |                                                                             |
| Slovinsko                  | 3 : 2  | Izrael                | Stožice Stadium, Ljubljana diváci: 10 669 rozhodčí: Anthony Taylor (Anglie) |
| Verbič 43', 90' Bezjak 66' | Zpráva | Natkho 50' Zahavi 63' | Stožice Stadium, Ljubljana diváci: 10 669 rozhodčí: Anthony Taylor (Anglie) |

| 10. října 2019 20:45                    |        |            |                                                                              |
| Rakousko                                | 3 : 1  | Izrael     | Ernst-Happel-Stadion, Vídeň diváci: 26 200 rozhodčí: Willie Collum (Skotsko) |
| Lazaro 41' Hinteregger 56' Sabitzer 88' | Zpráva | Zahavi 34' | Ernst-Happel-Stadion, Vídeň diváci: 26 200 rozhodčí: Willie Collum (Skotsko) |

| 10. října 2019 20:45 |        |                     |                                                                                         |
| Severní Makedonie    | 2 : 1  | Slovinsko           | Národní aréna Toše Proeski, Skopje diváci: 16 500 rozhodčí: Danny Makkelie (Nizozemsko) |
| Elmas 50', 68'       | Zpráva | Iličić 90+5' (pen.) | Národní aréna Toše Proeski, Skopje diváci: 16 500 rozhodčí: Danny Makkelie (Nizozemsko) |

| 10. října 2019 20:45 |        |                          |                                                                       |
| Lotyšsko             | 0 : 3  | Polsko                   | Daugava Stadium, Riga diváci: 7 107 rozhodčí: Halis Özkahya (Turecko) |
|                      | Zpráva | Lewandowski 9', 13', 76' | Daugava Stadium, Riga diváci: 7 107 rozhodčí: Halis Özkahya (Turecko) |

| 13. října 2019 20:45     |        |                   |                                                                                   |
| Polsko                   | 2 : 0  | Severní Makedonie | Národní stadion, Varšava diváci: 52 894 rozhodčí: Antonio Mateu Lahoz (Španělsko) |
| Frankowski 74' Milik 80' | Zpráva |                   | Národní stadion, Varšava diváci: 52 894 rozhodčí: Antonio Mateu Lahoz (Španělsko) |

| 13. října 2019 20:45 |        |           |                                                                           |
| Slovinsko            | 0 : 1  | Rakousko  | Stožice Stadium, Ljubljana diváci: 15 108 rozhodčí: Cüneyt Çakır (Turecko |
|                      | Zpráva | Posch 21' | Stožice Stadium, Ljubljana diváci: 15 108 rozhodčí: Cüneyt Çakır (Turecko |

| 15. října 2019 20:45       |        |            |                                                                                 |
| Izrael                     | 3 : 1  | Lotyšsko   | Turner Stadium, Beer Ševa diváci: 9 150 rozhodčí: Arnold Hunter (Severní Irsko) |
| Dabour 16', 42' Zahavi 26' | Zpráva | Kamešs 40' | Turner Stadium, Beer Ševa diváci: 9 150 rozhodčí: Arnold Hunter (Severní Irsko) |

| 16. listopadu 2019 18:00 |        |          |                                                                              |
| Slovinsko                | 1 : 0  | Lotyšsko | Stožice Stadium, Ljubljana diváci: 11 224 rozhodčí: Radu Petrescu (Rumunsko) |
| Tarasovs 53' (vl.)       | Zpráva |          | Stožice Stadium, Ljubljana diváci: 11 224 rozhodčí: Radu Petrescu (Rumunsko) |

| 16. listopadu 2019 20:45 |        |                   |                                                                              |
| Rakousko                 | 2 : 1  | Severní Makedonie | Ernst-Happel-Stadion, Vídeň diváci: 41 100 rozhodčí: Michael Oliver (Anglie) |
| Alaba 7' Lainer 48'      | Zpráva | Stojanovski 90+3' | Ernst-Happel-Stadion, Vídeň diváci: 41 100 rozhodčí: Michael Oliver (Anglie) |

| 16. listopadu 2019 20:45 |        |                          |                                                                               |
| Izrael                   | 1 : 2  | Polsko                   | Stadion Teddy, Jeruzalém diváci: 16 700 rozhodčí: Mattias Gestranius (Finsko) |
| Dabour 88'               | Zpráva | Krychowiak 4' Piątek 54' | Stadion Teddy, Jeruzalém diváci: 16 700 rozhodčí: Mattias Gestranius (Finsko) |

| 19. listopadu 2019 20:45 |        |        |                                                                                  |
| Severní Makedonie        | 1 : 0  | Izrael | Národní aréna Toše Proeski, Skopje diváci: 5 573 rozhodčí: Paolo Valeri (Itálie) |
| Nikolov 45+2'            | Zpráva |        | Národní aréna Toše Proeski, Skopje diváci: 5 573 rozhodčí: Paolo Valeri (Itálie) |

| 19. listopadu 2019 20:45 |        |          |                                                                                         |
| Lotyšsko                 | 1 : 0  | Rakousko | Daugava Stadium, Riga diváci: 2 781 rozhodčí: Alejandro Hernández Hernández (Španělsko) |
| Ošs 65'                  | Zpráva |          | Daugava Stadium, Riga diváci: 2 781 rozhodčí: Alejandro Hernández Hernández (Španělsko) |

| 19. listopadu 2019 20:45                  |        |                       |                                                                            |
| Polsko                                    | 3 : 2  | Slovinsko             | Národní stadion, Varšava diváci: 53 946 rozhodčí: Daniel Siebert (Německo) |
| Szymański 3' Lewandowski 54' Góralski 81' | Zpráva | Matavž 14' Iličić 61' | Národní stadion, Varšava diváci: 53 946 rozhodčí: Daniel Siebert (Německo) |